# ゼバスティアン・ヴィンマー
ゼバスティアン・ヴィンマー（ドイツ語: Sebastian Wimmer, 1902年1月5日 - 1952年12月10日）は、ドイツの警察官、軍人。ナチス・ドイツの時代、親衛隊の将校としてマイダネク収容所の看守長（Schutzhaftlagerführer）や、イッター城収容所の所長などを務めた。親衛隊員としての最終階級は親衛隊大尉。ヴェステル・ヴィンマー（Westel Wimmer）の別名でも知られる。

## 経歴
1902年、ディンゴルフィングにて生を受ける。
ヴィンマーは1923年3月から1935年2月までミュンヘン市警察に勤務し、退職までに少なくとも上級巡査（Oberwachtmeister）に昇進している。1935年3月、将校として親衛隊に入隊する（隊員番号264,374）。配属先はダッハウ収容所の「オーバーバイエルン」SS警備部隊だった。1939年秋、第3SS装甲師団に移る。1942年1月末には第2SS装甲師団に移ったが、同年9月初頭からは再び第3師団に勤務した。
1942年9月末から1943年2月中頃まで、マイダネク収容所の看守長（Schutzhaftlagerführer）を務めた。1943年3月から1944年10月初頭まで、ダッハウ収容所に副看守長として勤務。彼は非常に残忍な人物として、囚人だけではなく部下からの評判も悪かった。その後、ダッハウ収容所の外部収容所と位置付けられていたイッター城収容所に所長として勤務する。イッター城収容所には名誉囚人（Ehrenhäftlinge）、すなわち知名度が高く、ドイツ側にとっての十分な利用価値が見込まれた囚人が収容されていた。そのためここでは囚人を丁寧に扱った。。
1945年5月4日、武装親衛隊将校のクルト＝ジークフリート・シュラーダーSS大尉(Kurt-Siegfried Schrader)を所長代理に指名した後、妻と共に城を脱出する。そのため、イッター城の戦いには居合わせていない。
連合国軍によるチロル制圧後に逮捕され、フランス軍が捕虜収容所を設置していたクーフシュタイン要塞に送られた。その後、ヴィンマー夫人からの要請を受けた元名誉囚人の介入により減刑され、1949年に釈放された。釈放後はヴェルグル近くの農場で働いていたが、やがて妻と離婚して故郷に戻り、1952年に自殺した。